# Piedimonte San Germano
Piedimonte San Germano är en ort och kommun i provinsen Frosinone i regionen Lazio i Italien. Kommunen hade 6 486 invånare (2018).